# 塔亞河畔魏德霍芬
塔亞河畔魏德霍芬（德語：Waidhofen an der Thaya，德語發音：[ˌvaɪ̯tˈhoːfn̩ an deːɐ̯ ˈtaɪ̯a] ⓘ）是奧地利下奧地利州的城市，位於該國東北部，面積46.03平方公里，海拔高度510米，2012年人口5,661。1873年發生的火災燒毀該鎮不少房屋。